# Euphyia zara
Euphyia zara är en fjärilsart som beskrevs av Thierry-mieg 1893. Euphyia zara ingår i släktet Euphyia och familjen mätare. Inga underarter finns listade i Catalogue of Life.